# Aramón Cerler
L'estació d'esquí d'Aramón Cerler és al poble de Cerler, municipi de Benasc, al Pirineu aragonès. Cerler és l'estació d'esquí alpí més alta del Pirineu aragonès. Compta amb un desnivell esquiable de 1.130 metres, entre els 1.500 i els 2.630 msnm i 68 pistes aptes per a diferents nivells repartits per les valls de Cerler i Ampriu.